# Лизабет Скот
Лизабет Скот (енгл. Lizabeth Scott; 29. септембар 1922 — 31. јануар 2015) била је америчка глумица, позната као „најљепше лице филм ноара током 40-их и 50-их година прошлог вијека”.
Лизабет је преминула 31. јануара 2015. године од затајења срца, у 93. години живота. Има звијезду на Холивудској стази славних.

## Филмографија
| Улоге Лизабет Скот |                   |               |       |          |
| Година             | Српски назив      | Изворни назив | Улога | Напомена |
| 1947.              | Приближан положај |               |       |          |